# ديك سكوت (لاعب كرة قاعدة)
ديك سكوت (بالإنجليزية: Dick Scott)‏ هو لاعب كرة قاعدة أمريكي، ولد في 5 فبراير 1883 في بيثل في الولايات المتحدة، وتوفي في 18 يناير 1911 في شيكاغو في الولايات المتحدة.

## وصلات خارجية
- ديك سكوت على موقعبيزبول رفرنس.كوم (الدوري الرئيسي) (الإنجليزية)
- ديك سكوت على موقعبيزبول رفرنس.كوم (الدوري الثانوي) (الإنجليزية)